# Hellofacollection
Hellofacollection è la prima raccolta del gruppo musicale finlandese The Rasmus, pubblicata nel 2001 dalla Warner Music Finland.
Contiene canzoni tratte dai loro quattro precedenti lavori, Peep, Playboys, Hellofatester e Into.

## Tracce
1. F-F-F-Falling (precedentemente pubblicata in Into)
2. Chill (precedentemente pubblicata in Into)
3. Liquid (Hellofatester)
4. Every Day (Hellofatester)
5. City of the Dead (Hellofatester)
6. Help Me Sing (Hellofatester)
7. Playboys (Playboys)
8. Blue (Playboys)
9. Ice (Playboys)
10. Sophia (Playboys)
11. Wicked Moments (Playboys)
12. Ghostbusters (Peep)
13. Funky Jam (Peep)
14. Myself (Peep)
15. PS. (Peep)
16. Rakkauslaulu
17. Life 705 (Peep)
18. Liquid Demo

## Formazione
- Lauri Ylönen – voce
- Pauli Rantasalmi – chitarra
- Eero Heinonen – basso
- Aki Hakala – batteria (tracce 1 e 2)
- Janne Heiskanen – batteria (tracce 3-18)